# Parlamento do País Basco

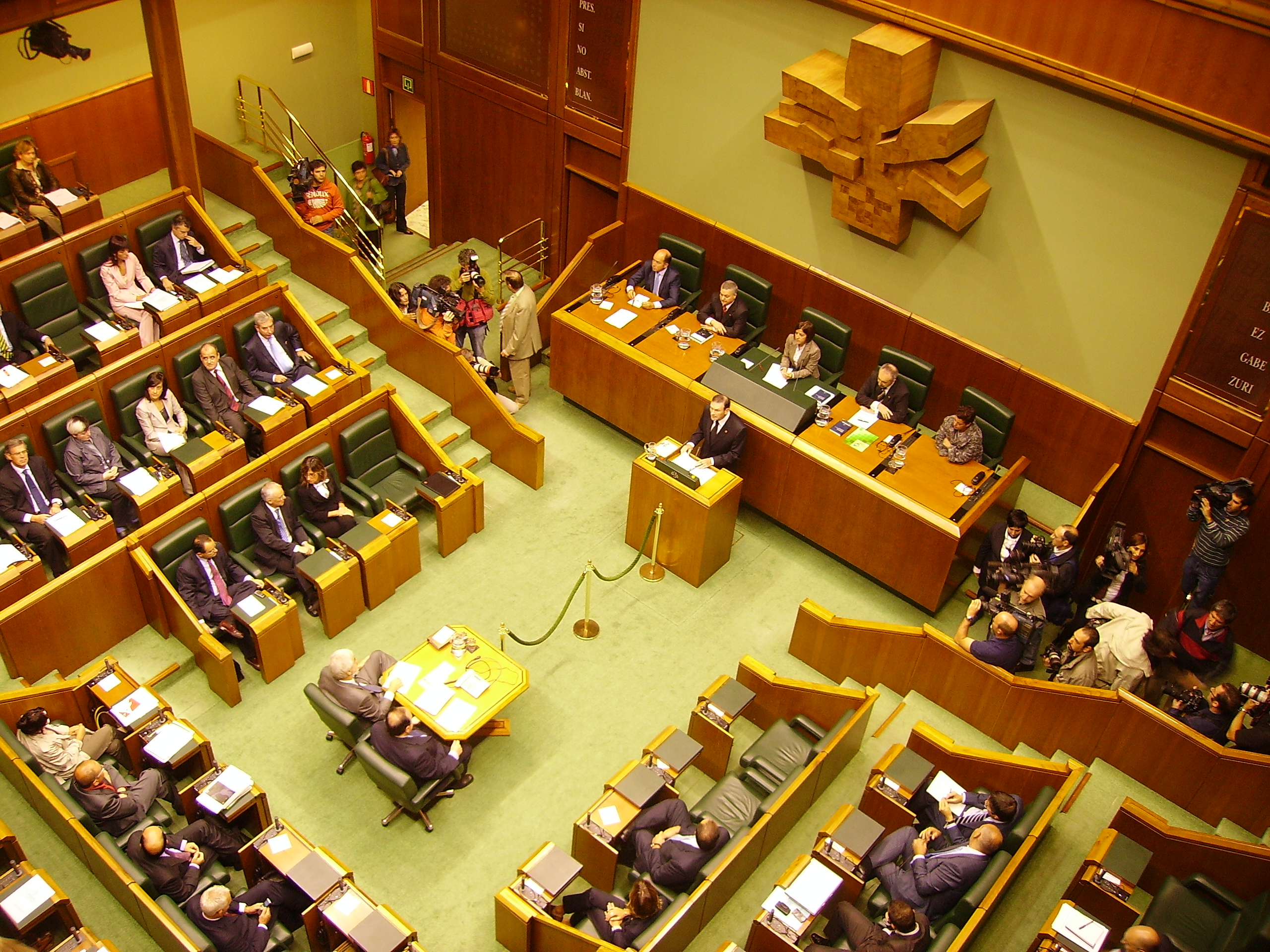
Parlamento Basco - sala do plenário

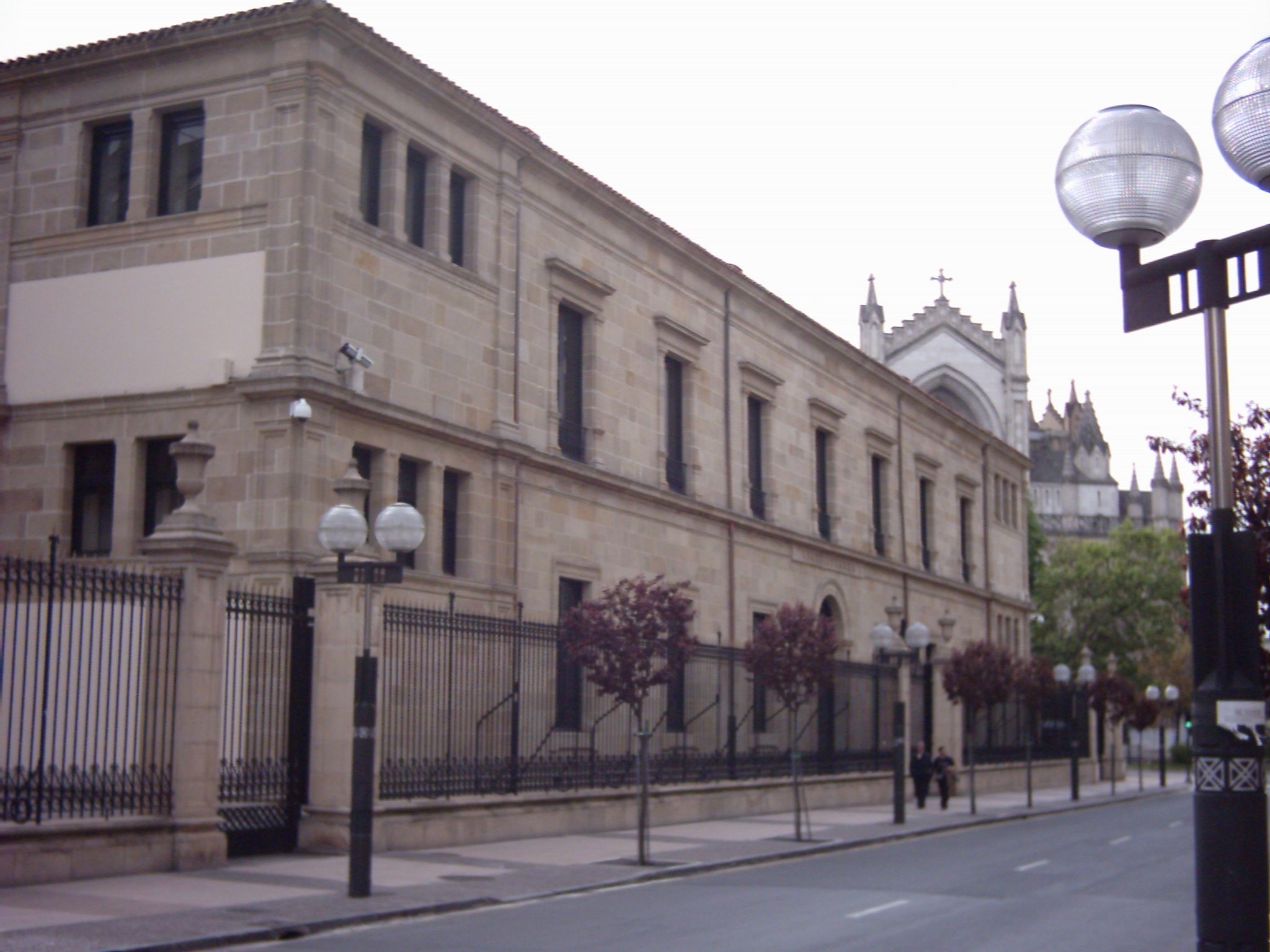
Parlamento Basco em Vitoria-Gasteiz.

O Parlamento do País Basco ou Parlamento Basco (em basco:  Eusko Legebiltzarra, nome co-oficial) exerce o poder legislativo, , aprova o orçamento da Comunidade Autónoma do País Basco e orienta e controla a ação do Governo do País Basco (lehendakari em euskera) . Representa os cidadãos bascos. A sua sede situa-se na capital basca institucional, Vitoria-Gasteiz.
O Parlamento Basco é composto por 75 deputados que representam os cidadãos das três províncias que compõem a comunidade autónoma do País Basco: Álava, Guipúzcoa e Biscaia, que dão ao Parlamento o mesmo número de deputados cada, apesar da sua população ser bastante diferente. Todas as sessões que são realizadas no Parlamento Basco têm lugar em qualquer uma das duas línguas oficiais do País Basco, a língua basca e a língua castelhana.
O Parlamento Basco aprovou, na sua sétima legislatura, uma lei destinada a promover a igualdade de direitos entre homens e mulheres incluindo, como novidade, a exigência de que todos os candidatos às eleições incluam em pelo menos 50% mulheres em cada trecho de seis candidatos seguidos da lista. Também se estabeleceram medidas para assegurar que os candidatos foram colocados nas listas de modo que tivessem a mesma probabilidade de serem eleitos. A consequência desta legislação é que o Parlamento Basco é hoje composto por 37 mulheres e 38 homens.
A decoração da sala de plenário tem uma escultura de carvalho, "Izaro", feito para a ocasião pelo escultor Nestor Bermeo Basterretxea e que evoca uma árvore, um legado da tradição basca de legislar sob as árvores no adro das igrejas. No centro da escultura está incorporado um pedaço da antiga árvore Navarra, depositária da tradição regional basca.
Na constituição do Parlamento do País Basco após as eleições de 2005, foi eleita Presidente a deputada Izaskun Bilbao, do Partido Nacionalista Basco. Seu primeiro Presidente foi Juan José Pujana, a quem sucederam Jesús Eguiguren, Joseba Andoni Leizaola e Juan María Atutxa.
O Parlamento nasceu após a aprovação do Estatuto de Autonomia do País Basco de 1979 e realizou sua primeira sessão em 31 de março de 1980.

## Composição
Resultados eleitorais do dia 12 de julho de 2020
- EAJ-PNV   (Partido Nacionalista Basco): 31 assentos;
- Euskal Herria Bildu (EH Bildu): 22 assentos;
- Partido Socialista de Euskadi (PSE): 10 assentos;
- PP + Cs  (Partido Popular): 5 assentos;
- Unión Progreso y Democracia (UPyD): 6 assento.
- Elkarrekin We Can (Podemos + EzAn-IU + Equo ): 6 assentos
- VOX : 1 assento